# Maciej Rychta
Maciej Rychta (Nowy Sącz, 25 de febrero de 1951) es un deportista polaco que compitió en piragüismo en la modalidad de eslalon. Ganó dos medallas de bronce en el Campeonato Mundial de Piragüismo en Eslalon, en los años 1975 y 1977.

## Palmarés internacional
| Campeonato Mundial | Campeonato Mundial  | Campeonato Mundial | Campeonato Mundial |
| Año                | Lugar               | Medalla            | Competición        |
| ------------------ | ------------------- | ------------------ | ------------------ |
| 1975               | Skopie (Yugoslavia) | Medalla de bronce  | C2 por equipos     |
| 1977               | Spittal (Austria)   | Medalla de bronce  | C2 por equipos     |